# Източна политика на Август
Източната политика на Август (30 пр.н.е. – 14 г.) – политиката през принципата на Август, след гражданската война между Октавиан и Антоний (32–30 пр.н.е.), разрешава конфликта с Партското царство и разпространява римското влияние на Изток.
През 31 пр.н.е. Август стационира на източния лимес легионите: III Галски легион, VI Железен легион, X Железен легион и XII Мълниеносен легион.